# آکیو سودا
آکیو سودا (انگلیسی: Akio Sohda؛ زادهٔ ۱۰ آوریل ۱۹۰۹ - درگذشته نامشخص) یک بازیکن هاکی روی چمن اهل ژاپن بود که در بازی‌های المپیک تابستانی ۱۹۳۲ شرکت کرد.
 او در دالیان، چین متولد شد. در سال ۱۹۳۲، عضو تیم هاکی روی چمن ژاپن بود که مدال نقره را کسب کرد. وی در دو مسابقه به عنوان مدافع بازی کرد.
وی در مسابقات کشوری و بین‌المللی در مجموع برندهٔ ۱ مدال نقره شده‌است.